# Arroyo de Poleg
Arroyo de Poleg (en hebreo: נחל פולג, Nahal Poleg) es una corriente en la Llanura de Sharon en Israel, que desemboca en el Mar Mediterráneo, entre Netanya y el Instituto Wingate.
La corriente comienza entre Tira y Ramat HaKovesh, al este de Mishmeret. Se extiende al oeste hasta el mar, virando hacia el norte a Batzra. Es sobre todo intermitente, y se convierte en un arroyo perenne hacia su fin. Hay una abertura artificial en la cresta Kurkar que corre de sur a norte a lo largo de la planicie costera.